# Równowaga Lindahla
Równowaga Lindahla – rozwiązanie, które prowadzi do określenia efektywnego poziomu dobra publicznego, podobnie jak działa mechanizm rynkowy dla dóbr prywatnych. Różnica polega przede wszystkim na tym, iż dobra prywatne nabywamy w różnych ilościach, ale po tej samej cenie, podczas gdy dobra publiczne wszyscy muszą konsumować w takiej samej ilości, mając różną skłonność do zapłaty. Problem stanowi wyznaczenie „cen podatkowych” odpowiednich dla wszystkich konsumentów.

## Jak wyznaczyć punkt równowagi Lindahla?
Zdaniem Wicksella i Lindahla zarówno problem optymalnej ilości dobra publicznego, jak i finansowania wydatków związanych z jego dostarczeniem, mogą być rozwiązane przez odwołanie się do indywidualnych preferencji ujawnianych przez konsumentów tego dobra. Można poprosić każdą osobę, aby wskazała swój popyt na dobro publiczne przy jakiejś hipotetycznej jego cenie lub przy jakimś podziale obciążeń podatkowych potrzebnych do jego dostarczenia. Jeśli wartość dobra publicznego, równa jego kosztom, wynosi G, a udział w finansowaniu tego dobra przez osobę i wynosi ti, to otrzymujemy {\displaystyle \sum \limits _{i}t_{i}=1;} ti może być traktowane jako „indywidualna” cena dobra publicznego. W celu znalezienia wartości G dobra publicznego wspólnej dla dwóch osób (ilość dobra publicznego dostarczonego każdej z osób musi być taka sama, jako że obie konsumują „całość” tego dobra) należy wyprowadzić graficznie ich krzywe popytu na to dobro. Punkt, w którym popyt obu osób na dobro publiczne jest taki sam stanowi równowagę Lindahla. Jest on efektywny w sensie Paretowskim, ponieważ przechodzą przez niego krzywe popytu obu osób, wzdłuż których to krzywych spełnione są warunki maksymalizacji użyteczności dla każdej z osób.

## Problemy z równowagą Lindahla
Problem z równowagą Lindahla polega na tym, że zakłada ona, iż konsumenci uznają „indywidualne” ceny za niezależne od deklarowanych przez siebie preferencji. Jest to oczywiście zupełnie nierealistyczne, ponieważ każdy z konsumentów zechce obciążyć kosztami dostarczenia dobra publicznego innych konsumentów, deklarując niższy od rzeczywistego popyt na to dobro. W rezultacie nastąpi niedoszacowanie wielkości popytu, co sprawi, że produkcja dobra publicznego będzie zbyt niska, o ile to dobro w ogóle będzie wytwarzane. Problemu tego można uniknąć, jeżeli efekt zewnętrzny związany z tym dobrem publicznym zostanie zinternalizowany dzięki wypłaceniu każdemu konsumentowi „premii” równej wartości korzyści zewnętrznej ujawnionej przez innych konsumentów. Skłania się go tym samym do tego, aby w swoich działaniach opierał się na kryteriach społecznych, tj. wybierał dobro publiczne w ilości zapewniającej optimum społeczne. Ten system bodźców określa się mianem mechanizmu Clarke’a-Grovesa.